# فيكتور راباناليس
فيكتور راباناليس (بالإسبانية: Victor Rabanales)‏ مواليد 23 ديسمبر 1962 في تشياباس، المكسيك، هو ملاكم محترف مكسيكي يصنف ضمن فئة الوزن الخفيف. حقق بطولة المجلس العالمي للملاكمة.

## إحصائيات
خاض خلال مسيرته 73 نزالا، فاز في 49 وتعادل في 3 وخسر في 21. فاز بالضربة القاضية في 26 نزالا.

## روابط خارجية
- فيكتور راباناليس على موقع بوكس ريك (الإنجليزية) (registration required)
- فيكتور راباناليس على موقع شيردوغ (الإنجليزية)